# Tierarzt Dr. Engel
Tierarzt Dr. Engel è una serie televisiva  tedesca ideata da Felix Huby, prodotta da Novafilmfernsehproduktion e Odeonfilm e trasmessa dal 1998 al 2003 dall'emittente ZDF.  Protagonista, nel ruolo del Dottor Quirin Engel, è l'attore Wolfgang Fierek; altri interpreti principali sono Susanne Czepl, Veronika Fitz e Conny Glogger.
La serie si compone di 6 stagioni, per un totale di 78 episodi, della durata di 45 minuti ciascuno. Il primo episodio (in due parti), intitolato Vom Leben und Tod venne trasmesso in prima visione il 20 gennaio 1998; l'ultimo, intitolato Wenn die Hochzeitsglocken klingen, venne trasmesso in prima visione il 13 agosto 2003.

## Trama
Il Dottor Quirin Engel è il nuovo veterinario del paesino montano di Hinterskreuth, nel Berchtesgadener Land (Baviera). Ad aiutarlo è l'assistente Karin Janowski e Gerlinde, la madre dell'ex-moglie Angelika.
Angelo ("Engel") di nome e di fatto, il dottore, oltre a prestare le cure degli animali, si dimostra una persona pronta ad ascoltare e a risolvere i problemi dei suoi nuovi concittadini. Non mancano tuttavia i nemici e i detrattori, come il contadino Hallhuber.

## Personaggi e interpreti
- Dott. Quirin Engel, interpretato da Wolfgang Fierek
- Angelika Engel, interpretata Susanne Czepl: è l'ex-moglie di Quirin
- Gerlinde, interpretata da Veronika Fitz: è la suocera del Dottor Engel[2][3]
- Karin Janowski, interpretatata da Anka Baier: è l'assistente del Dottor Engel
- Anja Engel, interpretata da Theresia Fendt:  è la figlia di Qurin e Angelika
- Sebastian Engel, interpretato da Fabian König: è il figlio di Qurin e Angelika

## Episodi
| Stagione         | Puntate | Prima TV Germania | Prima TV Italia |
| ---------------- | ------- | ----------------- | --------------- |
| Prima stagione   | 15      | 1998              | inedito         |
| Seconda stagione | 13      | 1998              | inedita         |
| Terza stagione   | 13      | 2000              | inedita         |
| Quarta stagione  | 13      | 2001              | inedita         |
| Quinta stagione  | 12      | 2002              | inedita         |
| Sesta stagione   | 12      | 2003              | inedita         |